# Easy Come, Easy Go!
Easy Come, Easy Go! – szósty singel japońskiego zespołu B’z, wydany 3 października 1990 roku. Osiągnął 1 pozycję w rankingu Oricon i pozostał na liście przez 28 tygodni, sprzedał się w nakładzie 471 613 egzemplarzy. Singel zdobył status platynowej płyty. Został wydany ponownie 26 marca 2003 roku. Utwór tytułowy został wykorzystany w reklamie Camelia Diamond firmy Miki.

## Lista utworów
| Nr | Tytuł                 | Czas |
| -- | --------------------- | ---- |
| 1. | „Easy Come, Easy Go!” | 4:41 |
| 2. | „GO! NUDE! GO!”       | 5:01 |

## Muzycy
- Tak Matsumoto: gitara, kompozycja i aranżacja utworów
- Kōshi Inaba: wokal, teksty utworów
- Jun Aoyama: perkusja
- Masao Akashi: aranżacja
- B+U+M

## Notowania
| Lista                                  | Pozycja |
| -------------------------------------- | ------- |
| Oricon Weekly Singles Chart            | 1       |
| Oricon Monthly Singles Chart           | 4       |
| Oricon Yearly Singles Chart (rok 1990) | 28      |